# 声帯ポリープ
声帯ポリープ（せいたいポリープ、英: Vocal cord polyp）は喉頭（のどぼとけ）にある声帯の粘膜上の一時的な腫脹または突出。

## 概要
「ポリープ」は隆起性病変全般を形態的に表すことばで病疾患の呼び名ではない。発声に伴う機械的負荷による声帯の局所的な損傷であることが多い。炎症や腫瘍が誘因の場合もある。嗄声の原因となりうる。充実性の隆起である場合は声帯結節と呼ばれる。

### 発声によって生じるポリープ
人間が標準的な声を発するとき、左右一対の声帯ひだが接近し振動している。特に乱暴な声の出し方であったり声が大きいときに、左右の襞の縁が互いに接触したときの負荷によって粘膜上皮下に出血が起き血腫が残ることがある。これが典型的な声帯ポリープである。発声を禁じれば自然に治癒する場合もある。手術によって切除する場合もある。40～50歳代、やや女性に多いとされている。
同様に声枯れをきたす声帯の異常には、声帯結節、声帯溝症、喉頭の神経麻痺などがある。（長引く嗄声は喉頭癌などの悪性腫瘍と関連するので専門医を受診せよ）

## 声帯結節
声帯結節（せいたいけっせつ、英: Vocal cord nodule）は主に慢性的な声の使いすぎ（よく叫ぶ、歌唱、大声を出す、不自然に低い声を使うなど）が原因で起こる、小児にも発症する疾患。声帯ポリープがもっぱら片側の声帯一箇所に生じるのに対し、声帯結節は両側の声帯に同時に生じる。声帯結節は「たこ」に似たものと説明されることがある。
声帯ポリープ、喉頭肉芽腫とともに、がんではない（良性の）増殖性病変で、声がれと息が漏れるようなかすれ声を引き起こす。声帯結節、喉頭肉芽腫の治療は、声を休めることが基本で、言語聴覚士による音声治療、稀に手術を行う場合もある。

## 治療
できて間もない声帯ポリープであれば、声を使わずに声帯を休めたり、消炎剤の吸入や内服で消えることもあるが、保存的治療で改善しない場合や高度の病変の場合には、外科的切除が望まれる。喉頭顕微鏡下手術（ラリンゴマイクロサージェリー）は、顕微鏡による拡大視のもとに行われる。

## 関連事項
- ポリープ
- 結節
- ポリープ様声帯
- たばこ病